# Sarota miranda
Sarota miranda is een vlindersoort uit de familie van de prachtvlinders (Riodinidae), onderfamilie Riodininae.
Sarota miranda werd in 1998 beschreven door Brévignon.